# アンジェロ・チョル
アンジェロ・アジエン・チョル (Angelo Ajieng Chol, 1993年7月15日 - ) は、南スーダン出身のバスケットボール選手。ポジションはパワーフォワード。

## プロ経歴
大学卒業後、ポルトガルのIlliabum Clubeに加入する。翌年B2リーグの仙台89ERSに加入した。仙台退団後はスペインのCáceres、B2青森、ベルギーのPhoenix Brussels、香港のChun Yu等でプレーする。
2022年7月、B3リーグに新規参入する東京ユナイテッドバスケットボールクラブへ移籍。3季ぶりに日本でプレーしたこのシーズンは、レギュラーシーズン40試合に出場した。
2023年10月、B1の富山グラウジーズと契約を発表、12試合に出場した。次いで2024年1月25日、秋田ノーザンハピネッツに加入した。3月に右膝軟骨損傷で一時インジュアリーリスト登録されたものの4月に戦列復帰、秋田では18試合に出場した。
2024年6月、B3・東京ユナイテッドバスケットボールクラブに復帰する契約を発表した。

## 個人成績

### Bリーグ
| シーズン   | チーム | GP | GS | MPG   | FG%  | 3P%  | FT%  | RPG | APG | SPG | BPG | PPG  |
| ---------- | ------ | -- | -- | ----- | ---- | ---- | ---- | --- | --- | --- | --- | ---- |
| B2 2017–18 | 仙台   | 53 | 15 | 18.8  | .535 | .000 | .585 | 6.7 | 1.0 | 0.4 | 0.9 | 10.3 |
| B2 2019–20 | 青森   | 42 | 42 | 34.2  | .555 | .000 | .630 | 9.8 | 2.5 | 1.1 | 1.2 | 14.0 |
| B3 2022–23 | 東京U  | 40 | 14 | 18.3  | .583 | .000 | .636 | 6.1 | 1.0 | 0.5 | 1.0 | 9.1  |
| B1 2023–24 | 富山   | 12 | 5  | 21.1  | .593 | .000 | .533 | 5.0 | 0.2 | 0.3 | 1.2 | 6.0  |
| B1 2023–24 | 秋田   | 18 | 3  | 18.0  | .614 | .000 | .643 | 5.1 | 0.8 | 0.2 | 0.6 | 5.3  |
| B3 2024–25 | 東京U  | 43 | 10 | 19:29 | .529 | .000 | .699 | 5.8 | 0.5 | 0.7 | 1.0 | 8.3  |

## 参照
1. ↑  “アンジェロ チョル選手　契約締結のお知らせ”.   東京ユナイテッドバスケットボールクラブ (2022年7月11日). 2024年7月22日閲覧。
2. ↑  “アンジェロ・チョル選手(新規) 契約締結のお知らせ”.   富山グラウジーズ (2023年10月27日). 2024年7月22日閲覧。
3. ↑  “【新入団】アンジェロ・チョル選手 契約合意のお知らせ”.   秋田ノーザンハピネッツ (2024年1月25日). 2024年1月25日閲覧。
4. ↑  “インジュアリーリスト登録のお知らせ”.   秋田ノーザンハピネッツ (2024年3月1日). 2024年7月22日閲覧。
5. ↑  “アンジェロ・チョル選手 新規契約締結のお知らせ”.   東京ユナイテッドバスケットボールクラブ (2024年6月28日). 2024年7月22日閲覧。